# Iranska kriza 1946.
Iranska kriza 1946. godine izbila je sovjetskim kršenjem ugovora o savezu odbijanjem da se povuku iz sjeverozapadnog Irana nakon svršetka Drugog svjetskog rata odnosno pokušajem uspostave dvaju marionetskih režima, kurdske Republike Mahabad i azerske Narodne Republike Azerbajdžan. Nakon oružanog sukoba u kojem je iranska vojska suzbila separatiste i političke intervencije Sjedinjenih Država u Ujedinjenim narodima, Josif Staljin odustao je od daljnjih teritorijalnih pretenzija i povukao ostatke sovjetske vojske iz Irana. Iranska kriza predstavlja jednu od prvih epizoda hladnog rata.